# Eugenio Leal
Eugenio Leal Vargas (Carriches, Toledo, España, 13 de mayo de 1954) es un exfutbolista español que jugaba de centrocampista. Desarrolló casi toda su trayectoria deportiva en el Club Atlético de Madrid. Además, fue internacional con la selección española en el Mundial de 1978.

## Trayectoria
Comenzó su carrera en el colegio madrileño de La Salle Carabanchel en el barrio de las Águilas, desde donde pasó a la cantera del Club Atlético de Madrid, equipo con el que debutó en 1971 en Primera División.
Después de dos temporadas en el primer equipo, fue cedido al Real Sporting de Gijón, donde jugó en la campaña 1973-74, para retornar al final de la misma al Atlético de Madrid, donde permaneció hasta el final de la temporada 1981-82. Su carrera se vio acortada por una grave lesión que sufrió en un partido contra el Real Madrid C. F. Tras abandonar el club rojiblanco, se incorporó al C. E. Sabadell F. C., pero el estado de la rodilla tan solo le permitió permanecer en el conjunto arlequinado durante un mes y medio.
En total, disputó 208 partidos en Primera División, marcando veintinueve goles en once temporadas.

## Selección nacional
Fue internacional en trece ocasiones con la selección española. Debutó el 16 de abril de 1977 en Bucarest, en la derrota de España por 1-0 ante Rumanía, con Ladislao Kubala en el banquillo. Con la selección marcó un gol ante Rumanía el 26 de octubre de 1977 y disputó la fase final del Mundial de Argentina 1978. Su último partido como internacional fue el 21 de diciembre de 1978 en Roma, en la derrota ante Italia por 1-0 en un partido amistoso, también con Kubala como seleccionador.

### Participaciones en Copas del Mundo
| Mundial                        | Sede      | Resultado    |
| ------------------------------ | --------- | ------------ |
| Copa Mundial de Fútbol de 1978 | Argentina | Primera fase |

## Clubes
| Club                    | País   | Año       |
| ----------------------- | ------ | --------- |
| Club Atlético de Madrid | España | 1971-1973 |
| Real Sporting de Gijón  | España | 1973-1974 |
| Club Atlético de Madrid | España | 1974-1982 |
| C. E. Sabadell F. C.    | España | 1982-1983 |

## Palmarés

### Campeonatos nacionales
| Título        | Club                    | País   | Año  |
| ------------- | ----------------------- | ------ | ---- |
| Copa del Rey  | Club Atlético de Madrid | España | 1972 |
| Liga española | Club Atlético de Madrid | España | 1973 |
| Copa del Rey  | Club Atlético de Madrid | España | 1976 |
| Liga española | Club Atlético de Madrid | España | 1977 |

### Copas internacionales
| Título                | Club                    | País                                   | Año  |
| --------------------- | ----------------------- | -------------------------------------- | ---- |
| Copa Intercontinental | Club Atlético de Madrid | Avellaneda (Argentina) Madrid (España) | 1974 |